# 千葉翔也のトゥー・ビー・ナイト
『千葉翔也のトゥー・ビー・ナイト』（ちばしょうやのトゥー・ビー・ナイト）は、文化放送超!A&G+で、2019年7月6日から2025年3月31日まで配信されていた簡易動画付きインターネットラジオ番組。パーソナリティは声優の千葉翔也。略称は「ちばナイ」。
千葉が等身大の自分とto be（あるべき）自分の理想とする自分と向き合うラジオ番組。

## 配信時間
- 2023年4月10日 - 2025年3月31日
収録放送
月曜日 0:30 - 1:00（日曜日深夜）（リピート配信：木曜日 18:30 - 19:00）

### 過去の配信時間
- 2019年7月6日 - 9月28日
収録放送（初回のみ生配信）
土曜日 1:30 - 2:00（金曜日深夜）（リピート配信：翌週月曜日 13:30 - 14:00）
- 2019年10月5日 - 2023年3月25日
原則生配信（千葉のスケジュールの都合で事前収録の場合あり）
土曜日 0:00 - 0:57（金曜日深夜）（リピート配信：翌週金曜日12:00 - 12:57)

## 千葉翔也のトゥー・ビー・ナイトチャンネル
ニコニコチャンネルにて公式チャンネル「超!CUE!&A チャンネル」を開設。チャンネルに入会すれば番組をタイムシフト視聴できるほか、本放送終了後の約10分間のおまけ放送を視聴できる。チャンネル会員の事は「チャ員」と呼ばれる。

## コーナー
- ちゃけばナイト！

毎回指定される「ぶっちゃけ話」を募集する。
- アベレージリサーチ

毎回指定されるテーマをもとにメールを募集し、番組独自で集計調査を行う。
- あとはよろしくお願いします。

毎回指定される書き出しで始まる文章を募集する。
- 生ジングルで言ってもらおう！

リスナーから千葉に読んで欲しいセリフを募集する。ゲストが出演する場合は代読することがある。
- ちばナイネットワーク

リスナーが今まさに広めたい物、流行らせたい物を募集する。
- エクストリームアンサー

毎回出題される大喜利のお題に対しリスナーからメールを募集し、2通ずつ戦わせてスタッフ達の多数決で一番面白い回答を決めていく。
上記のコーナーとは別に、ふつおた、毎週出されるテーマメールも募集している。

## ゲスト
- 第052回（2020年07月18日）上村祐翔
- 第065回（2020年10月17日）畠中祐
- 第088回（2021年03月27日）益山武明
- 第094回（2021年05月15日）鷲崎健
- 第116回（2021年10月30日）永塚拓馬
- 第121回（2021年11月28日）七海ひろき
- 第125回（2021年12月31日 - 2022年1月1日）浦尾岳大、榎木淳弥、中島ヨシキ、矢野奨吾（年をまたぐカウントダウン特番として、本配信22:00 - 翌0:00、おまけ放送は25:30まで）
- 第129回（2022年01月29日）高塚智人

## エピソード
- 2020年の新型コロナウイルス感染拡大以降、感染者数が多い時期は自宅からリモート出演することがあった。2021年8月21日・28日の放送は、千葉が罹患したため放送休止となった。
- 番組内で度々千葉が好きな女性アイドルグループ「predia」の話をすることがあり、その縁でメンバーの沢口けいこと水野まいからメッセージ音声が流れることがある。
- 2020年11月は1か月間限定で赤城乳業とのコラボ企画が行われ、アニメイトで買い物をするとセブン-イレブンで赤城乳業のアイスクリームと交換できる無料引換券が貰えるキャンペーンを実施した。